# Reprezentacja Iranu na Mistrzostwach Świata w Wioślarstwie 2009
Reprezentacja Iranu na Mistrzostwach Świata w Wioślarstwie 2009 liczyła 7 sportowców. Najlepszym wynikiem było 12. miejsce w jedynce wagi lekkiej mężczyzn.

## Medale

### Złote medale
Brak

### Srebrne medale
Brak

### Brązowe medale
Brak

## Wyniki

### Konkurencje mężczyzn
- jedynka (M1x): Seyedmojtaba Shojaei – 21. miejsce
- jedynka wagi lekkiej (LM1x): Mohsen Shadi Naghadeh – 12. miejsce
- dwójka podwójna wagi lekkiej (LM2x): Mohsen Shadi Naghadeh, Taher Kaboutari – brak[1]
- czwórka podwójna (M4x): Atabak Peshyav, Seyedmojtaba Shojaei, Nima Benyaghoub Sani, Meysam Johari – 13. miejsce

### Konkurencje kobiet
- jedynka (W1x): Bahareh Alimoradi Nadrabadi – 18. miejsce